# ミーレ

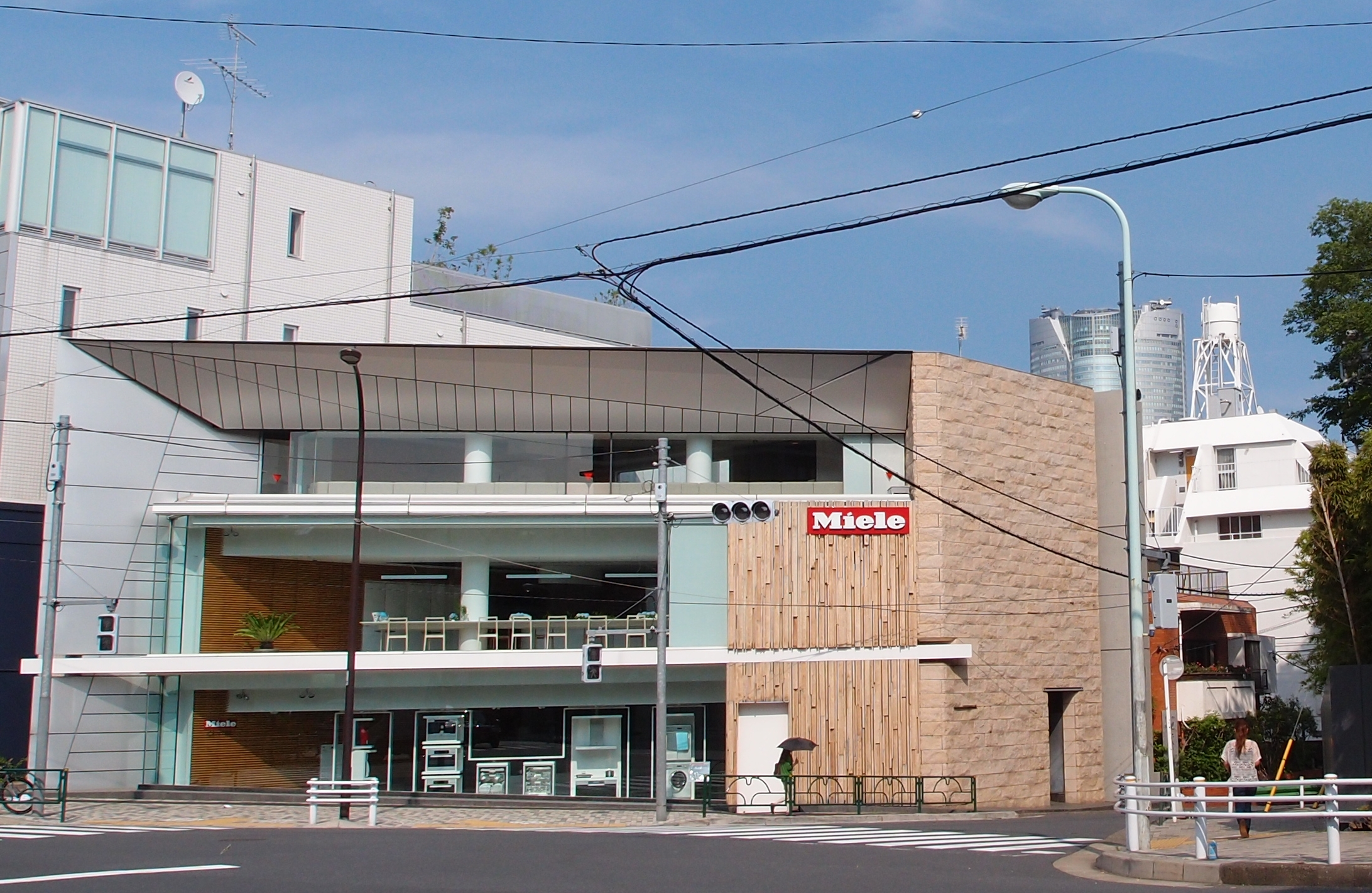
Miele Experience Center 表参道（東京都港区南青山）

ミーレ（Miele）は、ドイツ・ノルトライン＝ヴェストファーレン州ギュータスローに本拠を置く、電気機器・家電製品メーカー、およびそのブランドである。

## 概要
1899年にカール・ミーレ(Carl Miele)とラインハルト・ツィンカーン(Reinhard Zinkann)によって、ギュータスロー近郊のヘルツェブロックで古い製材兼粉砕工場を自社工場として設立したことにはじまる。設立以来、メインとしては同族会社として運営されている。
内製化率が非常に高いことが特徴で、自社製品を外国の工場に委託することなく自国で製造している。現在のドイツ社会では、フォルクスワーゲンを抜いて、就職希望ナンバーワンの企業となっている。
日本ではミーレ・ジャパン株式会社（東京都目黒区）が1992年（平成4年）9月、100 %出資の現地法人として設立された。

## 製品

### 家庭用電化製品
- 洗濯機
- 食器洗い機
- オーブン
- 冷蔵庫、冷凍庫、ワインクーラー
- 掃除機
- 電気コンロ
- コーヒーメーカー

など。

### 業務用機器
- 業務用洗濯機
- 洗浄消毒器（実験器具などを洗浄する）

など。